# Fernando Redondo
Fernando Redondo, tên thật là Fernando Carlos Redondo Neri, sinh ngày 6 tháng 7 năm 1969, tại Adrogué, Buenos Aires là một cựu cầu thủ bóng đá người Argentina. Redondo chơi ở vị trí tiền vệ phòng ngự, nhưng lối chơi của anh phảng phất một phong cách nghệ sĩ, khác hẳn những tiền vệ phòng ngự cùng thời với lối chơi dựa trên nền tảng sức mạnh. Fernando Redondo là một trong số những tiền vệ hào hoa nhất mà bóng đá Argentina từng sản sinh ra.
Redondo từng giành cầu thủ xuất sắc nhất UEFA Champions League mùa giải 1999-2000, giải đấu mà đội bóng của anh Real Madrid giành danh hiệu vô địch lần thứ 8. Anh cũng có mặt trong danh sách đề cử giải thưởng trên mùa giải 1996-1997 và từ 1998-1999 tới mùa giải 1999-2000. Anh cũng giành giải cầu thủ xuất sắc nhất FIFA Confederations Cup 1992. Tuy nhiên, vì nhiều lý do khác nhau, nên anh chỉ tham dự duy nhất kỳ World Cup 1994 tại Mỹ.
Diego Maradona gọi anh và Gabriel Batistuta là những cầu thủ xuất sắc nhất sau thế hệ của anh. Redondo đã từng thi đấu cùng 2 cầu thủ trên tại vòng loại World Cup 1990, World Cup 1994 và World Cup 1998.

## Sự nghiệp cấp câu lạc bộ
Redondo khởi nghiệp tại CLB quê nhà Argentinos Juniors vào năm 1985, đây cũng là CLB khởi nghiệp của huyền thoại bóng đá người Argentina Diego Maradona. Anh thi đấu ở đây 5 năm trước khi chuyển sang thi đấu cho CLB Tenerife ở Tây Ban Nha. Sau khi chứng kiến phong độ chói sáng của anh tại vòng loại World Cup 1990 và World Cup 1994 trong màu áo tuyển quốc gia Argentina, CLB Hoàng gia Real Madrid đã mua Redondo với giá chuyển nhượng là 5 triệu USD vào năm 1994. Đây là một bước ngoặt đánh dấu sự xuất hiện của một trong số những tiền vệ tài hoa nổi tiếng bậc nhất của bóng đá thế giới.
Real Madrid mua Redondo về để tăng cường sức mạnh trong cuộc đua tới chức vô địch La Liga với F.C. Barcelona được chỉ đạo bởi thuyền trưởng người Hà Lan Johan Cruijff. Redondo đã đáp ứng được mong mỏi của Ban huấn luyện cũng như người hâm mộ Real Madrid khi dẫn dắt Real Madrid giành ngôi vô địch La Liga trước đại kình địch FC Barcelona sau 4 năm bị Barcelona thống trị.
Sự nghiệp của Redondo thăng hoa khi anh cùng Real Madrid đoạt hai chiếc cúp vô địch châu Âu UEFA Champions League danh giá vào năm 1997-1998 và 1999-2000. Trận chung kết Champions League năm 1997-1998, Redondo đã khóa chặt ngòi nổ Zinedine Zidane của Juventus, một trong số những tiền vệ xuất sắc nhất thế giới lúc bấy giờ, góp phần đưa Real Madrid đoạt chức vô địch. Hai năm sau là một mùa giải mà dấu ấn của Redondo đã in đậm trong tâm trí của các cổ động viên Real Madrid lẫn Manchester United. Trong trận bán kết gặp Manchester United tại sân Old Trafford, Redondo đã thực hiện một trong những pha bóng đẹp nhất trong sự nghiệp của mình khi đánh gót vượt qua sự truy cản của hậu vệ Henning Berg trước khi chuyền bóng cho Raul ghi bàn thắng thứ ba cho Real Madrid. Trong trận đấu đó, cái bóng của Redondo đã hoàn toàn che phủ đồng nghiệp của anh bên phía Manchester United, đó chính là Roy Keane, một trong số những tiền vệ xuất sắc của bóng đá thế giới những năm 90. Trong trận chung kết, Real Madrid đã đoạt chức vô địch sau khi vượt qua Valencia. Ở mùa giải Champions League đó, Redondo đã đoạt danh hiệu Cầu thủ xuất sắc nhất.
Tháng 7.2000 ngay sau khi cùng Real Madrid vô địch Champions League, Redondo bất ngờ chuyển đến thi đấu cho A.C. Milan tại Serie A với giá chuyển nhượng là 11 triệu bảng Anh. Tại đây Redondo phải vật lộn với những chấn thương dai dẵng trước khi tuyên bố giải nghệ vào năm 2004 ở độ tuổi 34. Tại Milan, trong giai đoạn nghỉ dưỡng thương (17 tháng), Redondo đã từ chối nhận lương vì lý do không cống hiến được cho CLB (khoảng 4,9 triệu euro).
Anh nói: "Tôi hoàn toàn mãn nguyện với những gì đã thể hiện trên sân cỏ trong nhiều năm qua. Những đội bóng lớn, các trận cầu đỉnh cao và hàng loạt danh hiệu cao quý. Nhưng đã đến lúc tôi phải bù đắp cho gia đình và bạn bè những gì mà họ đáng được hưởng. Tôi rất biết ơn các huấn luyện viên, đồng đội, những người đã luôn ở bên tôi. Tôi sẽ chẳng làm được gì nếu thiếu sự giúp đỡ của họ".

## Sự nghiệp quốc tế
Trong suốt cả sự nghiệp, Redondo chỉ khoác áo đội tuyển Argentina 29 lần và ghi được 1 bàn thắng.
Redondo gây ra một tin đồn khi anh từ chối khoác áo đội tuyển quốc gia tại World Cup 1990 vì lý do bận học ở trường đại học. Tại World Cup 1994 tổ chức tại Mỹ, Redondo đã tỏa sáng bên cạnh huyền thoại Diego Maradona. Sau khi Maradona bị cấm thi đấu vì sử dụng dopping, Argentina của Redondo đã dừng bước trước Romania do Gheorghe Hagi dẫn dắt tại vòng 16 đội với tỷ số 2-3. Đây được xem là một trong những trận đấu hay nhất qua các kỳ World Cup nói chung và sự nghệp của Redondo nói riêng.
Năm 1998, huấn luyện viên đội tuyển Argentina Daniel Passarella gạch tên Redondo khỏi danh sách tham dự World Cup vì một trong những lý do ngớ ngẩn nhất của lịch sử bóng đá thế giới: ông không đồng ý Redondo để tóc dài! Redondo nói "chẳng có lý do gì lại phải tuân theo đề nghị chẳng liên quan gì đến bóng đá như thế". Ngoài Redondo, Ariel Ortega, Gabriel Batistuta và Claudio Caniggia cũng bị gạch tên vì lý do tương tự (Ortega và Batistuta cuối cùng đã phải cắt tóc để được đi đá World Cup). Tuy nhiên, đó vẫn là một kỳ World Cup thất bại toàn diện của đội tuyển Argentina khi họ bị loại ở tứ kết bởi Hà Lan, một giải đấu mà họ được ấn tượng là "bạo lực (trong trận đấu với tuyển Anh), rườm rà, thiếu tính sáng tạo và không có bản sắc."
Sau World Cup 1998, Redondo đã từ chối khoác áo đội tuyển quốc gia. Tới năm 1999, huấn luyện viên Marcelo Bielsa gọi Redondo trở lại trong trận giao hữu với Brazil. Anh được chọn là cầu thủ xuất sắc nhất trận đấu đó. Năm 2001, Redondo chính thức tuyên bố giã từ sự nghiệp quốc tế.

## Phong cách chơi bóng
Fernando Redondo có một phong cách chơi bóng rất riêng, một phong cách cách chơi bóng điêu luyện đậm chất kỹ thuật nhưng không kém phần hiệu quả. Sau chiến thắng trước Manchester United, huấn luyện viên Sir Alex Ferguson đã phải thốt lên: "Có cái gì trong chân của cậu ta vậy? Một thỏi nam châm chăng?". Còn huấn luyện viên Fabio Capello thì nhận xét như sau: "Đó thực sự là một cầu thủ hoàn hảo."
Redondo được coi là tiền vệ trung tâm xuất sắc nhất của Real Madrid trong suốt thập niên 90. Trong kỉ nguyên Galaticos 1.0, rất nhiều ngôi sao được đưa tới sân Santiago Bernabeu, song vị trí của Redondo là vô cùng vững chắc. Tới mùa giải 1998-1999, anh đã là đội trưởng của Real Madrid.
Redondo tạo nên một phong cách thi đấu hoàn toàn khác lạ ở vị trí tiền vệ phòng ngự, một vị trí vốn thiên về cơ bắp và tranh chấp. Chính vì thế, anh trở thành thần tượng của rất nhiều người hâm mộ, và của cả những đồng nghiệp. Redondo sử dụng nhiều đường chuyền ngắn, và di chuyển linh hoạt rộng xung quanh vòng tròn giữa sân. Tính chiến thuật của Redondo là vô cùng lớn: lối chơi của anh là lối chơi thiên về phong tỏa đối phương - tranh cướp bóng bằng kĩ thuật và hạn chế đối phương cầm bóng bằng việc tích cực chuyền. Lối đá đó là khắc tinh với mọi hệ thống 4-4-2 phổ biến của những năm 90 (giúp anh khắc chế bộ đôi Paul Scholes-Roy Keane của Manchester United, Zinedine Zidane-Edgar Davids của Juventus hay Josep Guardiola-Luis Enrique của F.C. Barcelona).
Cựu giám đốc thể thao của Real Madrid, Emilio Butragueno đã bày tỏ sự ngưỡng mộ tới tiền vệ đã cống hiến 6 mùa bóng ở CLB "Hoàng gia" và đóng góp rất lớn cho sự trở lại đỉnh cao của Real: "Redondo là một trong những tiền vệ xuất sắc nhất trong 20 năm qua. Anh là người chiến thắng".
Những người thần tượng Redondo hầu hết đều là những cầu thủ thành danh của Real Madrid sau này: họ đều để tóc dài, chơi tiền vệ phòng ngự và ưa thích lối đá hoa mỹ. Đó là những Guti H., Ruben De la Red hay Fernando Gago.
Trong rất nhiều câu chuyện về Redondo, ngoài những câu chuyện về phong cách chơi bóng, việc "vụ chuyển nhượng chấn thương" của Redondo từ Real Madrid sang A.C. Milan vẫn được coi là một trong những bài học lớn nhất về chuyển nhượng bóng đá hiện đại. Ngoài ra, cú đánh gót tuyệt đẹp của Redondo loại bỏ Henning Berg tạo điều kiện thuận lợi cho Raul Gonzalez ghi bàn quyết định loại đương kim vô địch Manchester United tại UEFA Champions League 1999-2000 được coi là một trong những pha xử lý kinh điển nhất mọi thời đại của giải đấu.

## Thống kê

### Câu lạc bộ
| Câu lạc bộ         | Mùa giải       | Giải | Giải | Cúp  | Cúp | Liên lục địa | Liên lục địa | Khác | Khác | Tổng | Tổng |
| Câu lạc bộ         | Mùa giải       | Trận | Bàn  | Trận | Bàn | Trận         | Bàn          | Trận | Bàn  | Trận | Bàn  |
| ------------------ | -------------- | ---- | ---- | ---- | --- | ------------ | ------------ | ---- | ---- | ---- | ---- |
| Argentinos Juniors | 1985–86        | 1    | 0    | 0    | 0   | 0            | 0            | —    | —    | 1    | 0    |
| Argentinos Juniors | 1986–87        | 0    | 0    | 0    | 0   | 0            | 0            | 0    | 0    | 0    | 0    |
| Argentinos Juniors | 1987–88        | 16   | 0    | 0    | 0   | —            | —            | —    | —    | 16   | 0    |
| Argentinos Juniors | 1988–89        | 44   | 0    | 0    | 0   | 0            | 0            | 0    | 0    | 44   | 0    |
| Argentinos Juniors | 1989–90        | 14   | 1    | 0    | 0   | 0            | 0            | 0    | 0    | 14   | 1    |
| Argentinos Juniors | Tổng           | 75   | 1    | 0    | 0   | 0            | 0            | 0    | 0    | 75   | 1    |
| Tenerife           | 1990–91        | 23   | 1    | 0    | 0   | 0            | 0            | 0    | 0    | 23   | 1    |
| Tenerife           | 1991–92        | 32   | 2    | 0    | 0   | 0            | 0            | 0    | 0    | 32   | 2    |
| Tenerife           | 1992–93        | 20   | 4    | 0    | 0   | 0            | 0            | 0    | 0    | 20   | 4    |
| Tenerife           | 1993–94        | 28   | 1    | 0    | 0   | 0            | 0            | 0    | 0    | 28   | 1    |
| Tenerife           | Tổng           | 103  | 8    | 0    | 0   | 0            | 0            | 0    | 0    | 103  | 8    |
| Real Madrid        | 1994–95        | 23   | 1    | 0    | 0   | 3            | 1            | 0    | 0    | 26   | 2    |
| Real Madrid        | 1995–96        | 23   | 2    | 2    | 0   | 4            | 0            | 1    | 0    | 30   | 2    |
| Real Madrid        | 1996–97        | 33   | 1    | 6    | 0   | 0            | 0            | 0    | 0    | 39   | 1    |
| Real Madrid        | 1997–98        | 33   | 0    | 2    | 0   | 11           | 0            | 0    | 0    | 46   | 0    |
| Real Madrid        | 1998–99        | 23   | 0    | 2    | 0   | 7            | 0            | 2    | 0    | 34   | 0    |
| Real Madrid        | 1999–00        | 30   | 0    | 5    | 0   | 15           | 0            | 3    | 0    | 53   | 0    |
| Real Madrid        | Tổng           | 165  | 4    | 17   | 0   | 37           | 1            | 6    | 0    | 225  | 5    |
| Milan              | 2000–01        | 0    | 0    | 0    | 0   | 0            | 0            | 0    | 0    | 0    | 0    |
| Milan              | 2001–02        | 0    | 0    | 0    | 0   | 0            | 0            | 0    | 0    | 0    | 0    |
| Milan              | 2002–03        | 8    | 0    | 0    | 0   | 6            | 0            | 0    | 0    | 14   | 0    |
| Milan              | 2003–04        | 8    | 0    | 0    | 0   | 1            | 0            | 0    | 0    | 9    | 0    |
| Milan              | Tổng           | 16   | 0    | 0    | 0   | 7            | 0            | 0    | 0    | 23   | 0    |
| Tổng sự nghiệp     | Tổng sự nghiệp | 359  | 13   | 17   | 0   | 44           | 1            | 6    | 0    | 426  | 14   |

## Danh hiệu
- Cấp câu lạc bộ
  - UEFA Champions League: 1997-98, 1999-00, 2002-03
  - La Liga: 1994-1995, 1996-1997
  - Cúp liên lục địa: 1998
  - Scudetto: 2002-2003
  - Coppa Italia: 2003-2004
- Cấp đội tuyển
  - Giải bóng đá U-17 Nam Mỹ: 1985
  - FIFA Confederations Cup: 1992
  - Copa América: 1993
- Cá nhân
  - FIFA Confederations Cup: 1992 - Cầu thủ xuất sắc nhất
  - Cầu thủ xuất sắc nhất năm của Tenerife: 1992-93, 1993-1994
  - Cầu thủ xuất sắc nhất năm của Real Madrid: 1996-97, 1999-2000
  - Đội hình tiêu biểu của European Sports Media (ESM): 1997-98
  - Cầu thủ xuất sắc nhất thập kỷ của Trofeo EFE 1990-00
  - UEFA Champions League 1999-2000 - Cầu thủ xuất sắc nhất